# Taylor Hawkins and the Coattail Riders
Taylor Hawkins and the Coattail Riders fue una banda liderada por Taylor Hawkins (de Foo Fighters). Taylor tocaba la batería y cantaba, mientras que Chris Chaney (de Jane's Addiction y The Panic Channel) tocaba el bajo y Gannin la guitarra. Chaney y Hawkins ya habían tocado juntos en la banda en vivo de Alanis Morissette Sexual Chocolate.
El proyecto surgió cuando Hawkins empezó a grabar algunas canciones en un estudio casero de su amigo Drew Hester; y la conclusión fue la creación de una banda con Taylor en la voz. Su música no puede ser clasificada del todo, aunque su sonido se ha descrito como "Rush se encuentra con los Bee-Gees". El grupo ofreció algunas fechas durante el 2006 para promocionar su álbum debut homónimo. Fueron apoyados por Curtis Helldriver, una banda de rock alternativo de Filadelfia.

## Álbum debut
Su disco homónimo fue lanzado el 21 de marzo de 2006. Incluye 11 canciones que fueron grabadas por el grupo durante el 2004, antes de que los Foo Fighters iniciaran la grabación de In Your Honor.
El primer videoclip oficial se filmó para la primera canción del disco, titulada "Louise". El video fue dirigido por Alma Yakin. (enlace roto disponible en Internet Archive; véase el historial, la primera versión y la última).

### Track listing
1. Louise
2. Walking Away
3. Running in Place
4. NOA
5. It's OK Now
6. End of the Line
7. You Drive Me Insane...
8. Wasted Energy
9. Get Up I Want to Get Down
10. Pitiful
11. Better You Than Me

Lados-b:
1. Sorry
2. Don't Forget